# Бъди благословена
„Бъди благословена“ е български игрален филм (драма) от 1978 година на режисьора Александър Обрешков, по сценарий на Кирил Топалов. Оператор е Крум Крумов. Създаден е по книгата „И есен идват щъркели“ на Кирил Топалов. Музиката във филма е композирана от Димитър Грива.

## Състав

### Актьорски състав
| Изпълнител        | Роля                               |
| ----------------- | ---------------------------------- |
| Мариана Димитрова | Елена Делчева                      |
| Доротея Тончева   | Майчето                            |
| Евгения Баракова  | Гена- „Генчето“                    |
| Мария Статулова   | Ани                                |
| Румяна Ташева     | Милка                              |
| Васил Попилиев    | Другаря д-р Лолов                  |
| Анна Пенчева      | Сестра Костова                     |
| Милка Попантонова | билетопродавачката на жп гарата    |
| Иван Янчев        | Дачев, бащата на Елена             |
| Свобода Молерова  | Майката на Елена                   |
| Клара Армандова   |                                    |
| Георги Мамалев    | Огнян, таксиметровият шофьор       |
| Тодор Георгиев    | мъж от бригадата                   |
| Румяна Първанова  |                                    |
| Антон Радичев     | Другаря Владов, приятел на Генчето |
| Пламен Петков     |                                    |
| Искра Генкова     |                                    |
| Зинка Друмева     | Тинка                              |
| Димитър Милушев   | Мончо, шофьор на камион            |
| Венцислав Божинов | Жоро, шофьор на камион             |
| Миглена Дончева   |                                    |
| Стефан Пеев       |                                    |

### Творчески и технически екип
| Режисьор             | Александър Обрешков                                                                                      |
| Сценарий             | Кирил Топалов                                                                                            |
| Оператор             | Крум Крумов                                                                                              |
| Художник Костюми     | Костадин Русаков                                                                                         |
| Музика               | Димитър Грива                                                                                            |
| Звукооператор        | Иво Иванович                                                                                             |
| Редактор             | Иван Станев                                                                                              |
| Консултант           | Александър Събев                                                                                         |
| Монтаж               | Катя Василева                                                                                            |
| Втори режисьор       | Александър Балабанов                                                                                     |
| Асистент-режисьори   | Лидия Божилова Надежда Дянкова                                                                           |
| Втори оператор       | Кирил Зашев                                                                                              |
| Асистент-оператори   | Мирчо Борисов Павел Калинчев                                                                             |
| Асистенти по монтажа | Йорданка Бъчварова Мария Въжарова                                                                        |
| Тонтехник            | Нено Ненов                                                                                               |
| Комбинирани снимки   | Богомил Петков                                                                                           |
| Осветление           | Асен Велчев                                                                                              |
| Фотограф             | Евгени Ефремов                                                                                           |
| Грим                 | Нина Воденичарова                                                                                        |
| Гардероб             | Мария Панева                                                                                             |
| Реквизит             | Мариус Койнарски                                                                                         |
| Организатори         | Силвин Панков Захари Зарев Борислав Симов                                                                |
| Директор             | Кирил Киров                                                                                              |
| Distributed by       | БЪЛГАРСКА КИНЕМАТОГРАФИЯ Студия за игрални филми „БОЯНА“ Творчески колектив „МЛАДОСТ“ /Copyright © 1977/ |